# Soliperla campanula
Soliperla campanula är en bäcksländeart som först beskrevs av Jewett 1954.  Soliperla campanula ingår i släktet Soliperla och familjen Peltoperlidae. Inga underarter finns listade i Catalogue of Life.